# Trzmielewo (województwo pomorskie)
Trzmielewo (niem. Stremlau) – wieś w Polsce położona w województwie pomorskim, w powiecie człuchowskim, w gminie Rzeczenica na trasie linii kolejowej Szczecinek-Miastko-Słupsk. 
Wieś położona jest nad Jeziorem Bielsko, wchodzi w skład sołectwa Brzezie.

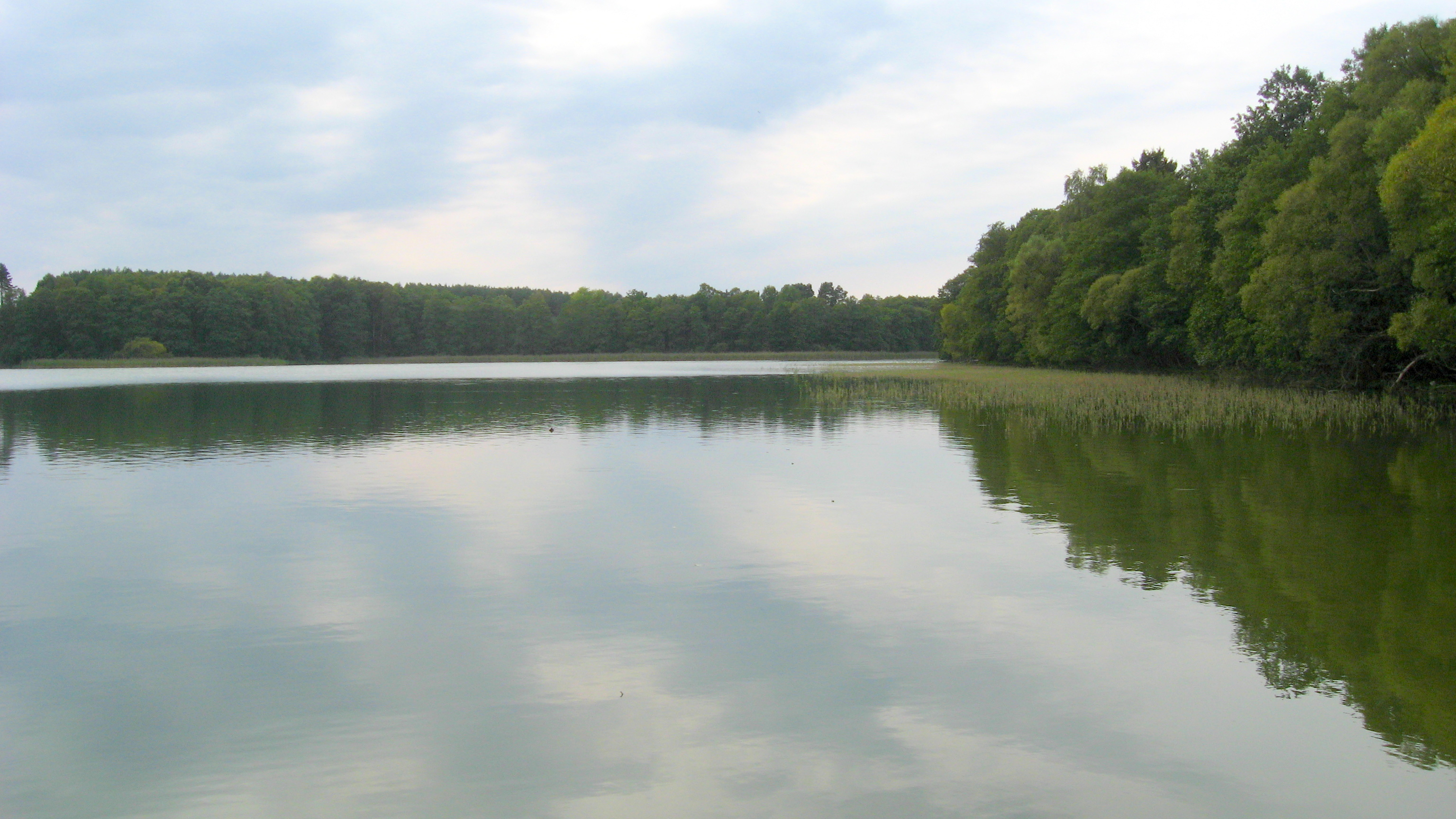
Jezioro Bielsko w Trzmielewie

Wieś królewska starostwa białoborskiego w województwie pomorskim w drugiej połowie XVI wieku. W latach 1975–1998 miejscowość administracyjnie należała do województwa słupskiego.